# Гарь (Новошешминский район)
Гарь — посёлок в Новошешминском районе Татарстана. Входит в состав Краснооктябрьского сельского поселения.

## География
Находится в центральной части Татарстана на расстоянии приблизительно 6 км по прямой на юг от районного центра села Новошешминск у речки Секинесь.

## История
Основан в 1929 году.

## Население
Постоянных жителей было: в 1938 — 58, в 1958 — 230, в 1970 — 173, в 1979 — 182, в 1989 — 30, в 2002 — 16 (русские 69 %), 8 в 2010.